# Роданування
Роданування (рос. роданирование, [тиоцианирование], англ. thiocyanation) — введення в органічні сполуки тіоціаногрупи SCN дією родану (SCN)2 (звичайно в момент його утворення) приєднанням до кратних зв'язків, заміщенням атома H біля гетероатомів та в ароматичних сполуках, активованих електронодонорними замісниками.
R2NH + (SCN)2 → R2NSCNCH2=CH–CH= CH2 + (SCN)2 → (NCS)CH2–CH=CH–CH2(SCN)
Синонім — тіоціанування.